# Constante de Gauss
En matemática, la constante de Gauss, denotada mediante la letra G, es definida como la inversa de la media aritmético-geométrica de 1 y la raíz cuadrada de 2:
{\displaystyle G={\frac {1}{\mathrm {agm} (1,{\sqrt {2}})}}=0,8346268\dots }
La constante es así llamada en honor a Carl Friedrich Gauss, quien, el 30 de mayo de 1799, descubrió que
{\displaystyle G={\frac {2}{\pi }}\int _{0}^{1}{\frac {dx}{\sqrt {1-x^{4}}}}}
así pues:
{\displaystyle G={\frac {1}{2\pi }}\mathrm {B} ({\begin{matrix}{\frac {1}{4}}\end{matrix}},{\begin{matrix}{\frac {1}{2}}\end{matrix}})}
donde B denota la función beta de Euler.

## Relaciones con otras constantes
La constante de Gauss puede ser usada para expresar el valor particular de la función gamma si el argumento es 1/4:
{\displaystyle \Gamma ({\begin{matrix}{\frac {1}{4}}\end{matrix}})={\sqrt {2G{\sqrt {2\pi ^{3}}}}}}
y puesto que π y Γ(1/4) son algebraicamente independientes con Γ(1/4) e irracionales, la constante de Gauss es también un número trascendente.

### Constantes de la lemniscata
La constantes de Gauss también puede ser usada en la definición de las constantes de la lemniscata; la primera de éstas es:
{\displaystyle L_{1}\;=\;\pi G}
y la segunda constante:
{\displaystyle L_{2}\,\,=\,\,{\frac {1}{2G}}}
las cuales se plantean en problemas de cálculo de longitud de arco de una lemniscata.

## Otras fórmulas
Una fórmula que expresa G en términos funciones theta de Jacobi es la siguiente:
{\displaystyle G=\vartheta _{01}^{2}(e^{-\pi })}
También hay representaciones en forma de series de convergencia rápida, como puede ser la siguiente:
{\displaystyle G={\sqrt[{4}]{32}}e^{-{\frac {\pi }{3}}}\left(\sum _{n=-\infty }^{\infty }(-1)^{n}e^{-2n\pi (3n+1)}\right)^{2}.}
La constante puede ser expresada también mediante un producto infinito
{\displaystyle G=\prod _{m=1}^{\infty }\tanh ^{2}\left({\frac {\pi m}{2}}\right).}
así como en forma de fracción continua mediante la siguiente secuencia: [0, 1, 5, 21, 3, 4, 14, …].